# 허리케인 나딘
허리케인 나딘 은 불규칙한 범주 중 하나인 허리케인으로 기록상 네 번째로 오래 지속된 대서양 허리케인 으로 기록됐다. 14번째 열대 저기압 이자 2012년 대서양 허리케인 시즌의 폭풍으로 명명된 Nadine은 9월에 카보베르데 서쪽을 이동하는 열대 파도 에서 시작 됐다. 10. 이튿날 열대성 폭풍 나딘으로 강화됐다. 처음에 북서쪽을 추적한 후 Nadine은 육지에서 멀리 떨어진 북쪽으로 향했다. 9월초 15, Nadine은 동쪽으로 휘어지면서 허리케인 상태에 도달했다. 얼마 지나지 않아 수직 윈드 시어의 증가로 Nadine이 약화되었고 9월 16일에는 다시 열대성 폭풍으로 돌아갔다. 다음날 폭풍은 북동쪽으로 움직이기 시작했고 아조레스 제도를 위협했지만 9월 19일 저녁, Nadine은 섬에 도달하기 전에 동남동쪽으로 방향을 틀었다. 그럼에도 불구하고 폭풍은 몇몇 섬에 열대성 폭풍우를 일으켰다. 9 월 21일, 폭풍은 아조레스 남쪽에서 남동쪽으로 휘어졌다. 그날 늦게 Nadine은 온대 저기압 지역으로 전환했다.

유리한 조건으로 인해 Nadine의 잔해는 9월 24일에 열대성 저기압으로 재생되었다. 재생성된 후 폭풍은 사이클론 루프를 실행하고 동부 대서양을 가로 질러 천천히 사행했다. 결국 Nadine은 남서 방향으로 방향을 틀었고 거의 정지 상태가 되었다. 9월 28일까지, 폭풍은 북서쪽으로 굽어 허리케인으로 다시 강화되었다. 9월 30일 집요한 사이클론은 더욱 거세졌고 최대 풍속 90 mph (140 km/h) 도를 기록했다. 그러나 다음 날 상황이 불리해지면서 Nadine은 65 마일 매 시 (105 km/h) 다시 열대성 폭풍으로 약해졌다. 강한 바람 전단과 해수면 온도 감소로 폭풍이 크게 약화되었다. Nadine은 10월 3일에 온대 저기압으로 전환되었다. 그리고 곧 아조레스 제도의 북동쪽에 접근하는 한랭전선과 합쳐졌다. Nadine의 잔재는 10월 4일에 Azores를 통과했다. 그리고 또 다시 비교적 강한 바람이 섬에 불었다.
9월 7일에 아프리카 서해안에서 대서양으로 거대한 열대파 가 나타났다. 이 열대파는 무질서한 소나기와 뇌우를 동반하며 9월 8일에 카보베르데 남쪽을 통과했다. 그 무렵, 국립허리케인센터는 이 열대파에 48시간 이내에 열대성 저기압 발생 의 가능성이 중간 정도라고 부여했다. 시간. 9월 9일 열대파의 축을 따라 저기압대가 발달했고 이는 대류 활동을 더욱 증가시켰다. 이 열대파는 9월 10일에 열대성 저기압 형성 가능성이 높은 것으로 평가되었다. 위성 강도 추정치를 기반으로 국립 허리케인 센터는 9월 10일 교란을 UTC 1200에 열대성 저기압 14로 선언했다. 폭풍은 카보 베르데 서쪽으로 약 885 마일 (1,424 km)이었다.
뇌우 활동은 처음에는 순환 중심 주변에서 최소화되었지만 저기압과 관련된 대류 밴드가 더 조직화되고 있었다. 9월 10일 저녁, 중심 부근에서 대류가 약간 증가하기 시작했지만 드보르작 강도 T-값이 2.0에서 2.5 사이였기 때문에 저기압은 열대성 폭풍으로 격상되지 않았다. 그러나 건조한 공기로 인해 그날 늦게 소나기와 뇌우가 잠시 감소했다. 처음에는 큰 아열대 산등성이 의 남쪽 주변을 따라 정서의 북쪽으로 향했다. 다만, 9월 11일까지, 저기압은 북서쪽으로 다시 휘어졌다. 그날 늦게 저기압은 깊은 대류를 되찾기 시작했다. 정지궤도 위성 이미지와 산란계 데이터에 따르면 9월 12일 저기압은 UTC 0000에서 열대성 폭풍 나딘으로 강화되었다.

## 강화 및 초기 피크 강도

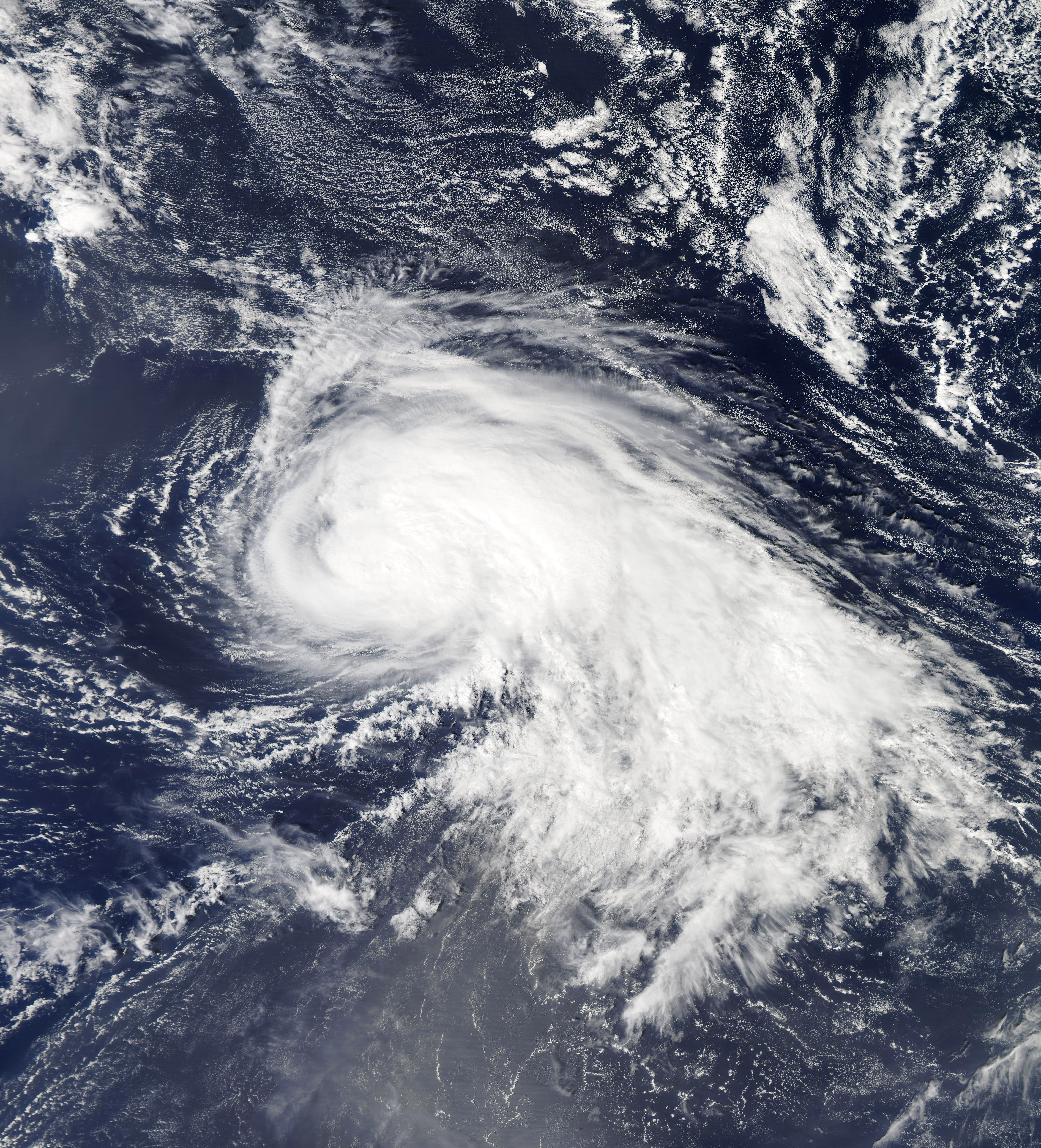
9월 15일에 초기 최대 강도의 허리케인 나딘

9월 12일까지 중앙에 짙은 구름 이 발생했고 기상 여건이 좋아 국립허리케인센터는 급속히 심화 될 가능성에 주목했다. 9월 12일에는 비록 빠른 속도는 아니었지만 강화가 계속되었다. 그날 이후 지속된 바람은 65 mph (105 km/h) 에 도달했다. 9월 13일 초반까지, 대류 밴딩은 중심 주위를 거의 완전히 감싸고 구름 꼭대기는 −112 °F (−80 °C) 만큼 낮은 온도에 도달했다. 그러나 마이크로파 위성 데이터는 눈 이 발달했는지 여부를 확인할 수 없었기 때문에 Nadine의 강도는 70 mph (110 km/h) 으로 유지되었다. —–허리케인 상태의 임계값 바로 아래. 국립허리케인센터(National Hurricane Center)는 윈드시어의 증가와 구조의 변화가 거의 없다는 컴퓨터 모델 합의를 인용하면서 "나딘이 강화할 수 있는 창이 닫힐 수 있다"고 언급했다. 9월 13일, 나딘에서 서쪽으로 수백 마일 떨어진 곳에 위치한 중층에서 상층 기압골과 전단축이 형성되면서 남서풍 전단이 발생하기 시작했다. 그 결과 폭풍은 눈 을 발달시키는 데 어려움을 겪었고 중심을 찾기가 더 어려워졌다.
비록 폭풍은 흐트러졌지만, 비산계 통과는 열대 폭풍의 힘이 최대 230마일 (370 km)까지 확장되었음을 보여주었다. Nadine의 위성 모습은 9월 14일에 더욱 고르지 않게 되었다. 그럼에도 불구하고, 폭풍은 허리케인 상태 바로 아래에 머물렀고 국립 허리케인 센터(National Hurricane Center)는 앞으로 며칠 안에 윈드시어가 감소할 경우 강화될 가능성을 언급했다. Nadine은 9월 14일에 아열대 산등성이 주변을 따라 추적하며 북쪽으로 향했다. 얼마 지나지 않아 TRMM( Tropical Rainfall Measuring Mission ) 패스의 핵심 대류가 재편성되기 시작했음을 알 수 있었다. 그러나 윈드시어가 중층 순환을 하층 순환의 북쪽으로 이동시켰기 때문에 Nadine은 허리케인으로 격상되지 않았다. Nadine은 더 차가운 해수면 온도에 접근하기 때문에 상당한 강화가 있을 것 같지 않은 것으로 간주되었다. 9월 14일 위성 강도 추정치 증가 및 재구성으로 인해 Nadine은 UTC 1800의 허리케인으로 업그레이드되었다. 6시간 후 Nadine은 80 마일 매 시 (130 km/h) 의 바람과 함께 초기 최대 강도에 도달했다. . 위성 이미지는 9월 15일 저녁에 울퉁불퉁한 눈 특징이 발달하려고 시도하고 있음을 나타낸다.

## 약화 및 초기 열대 후 전환

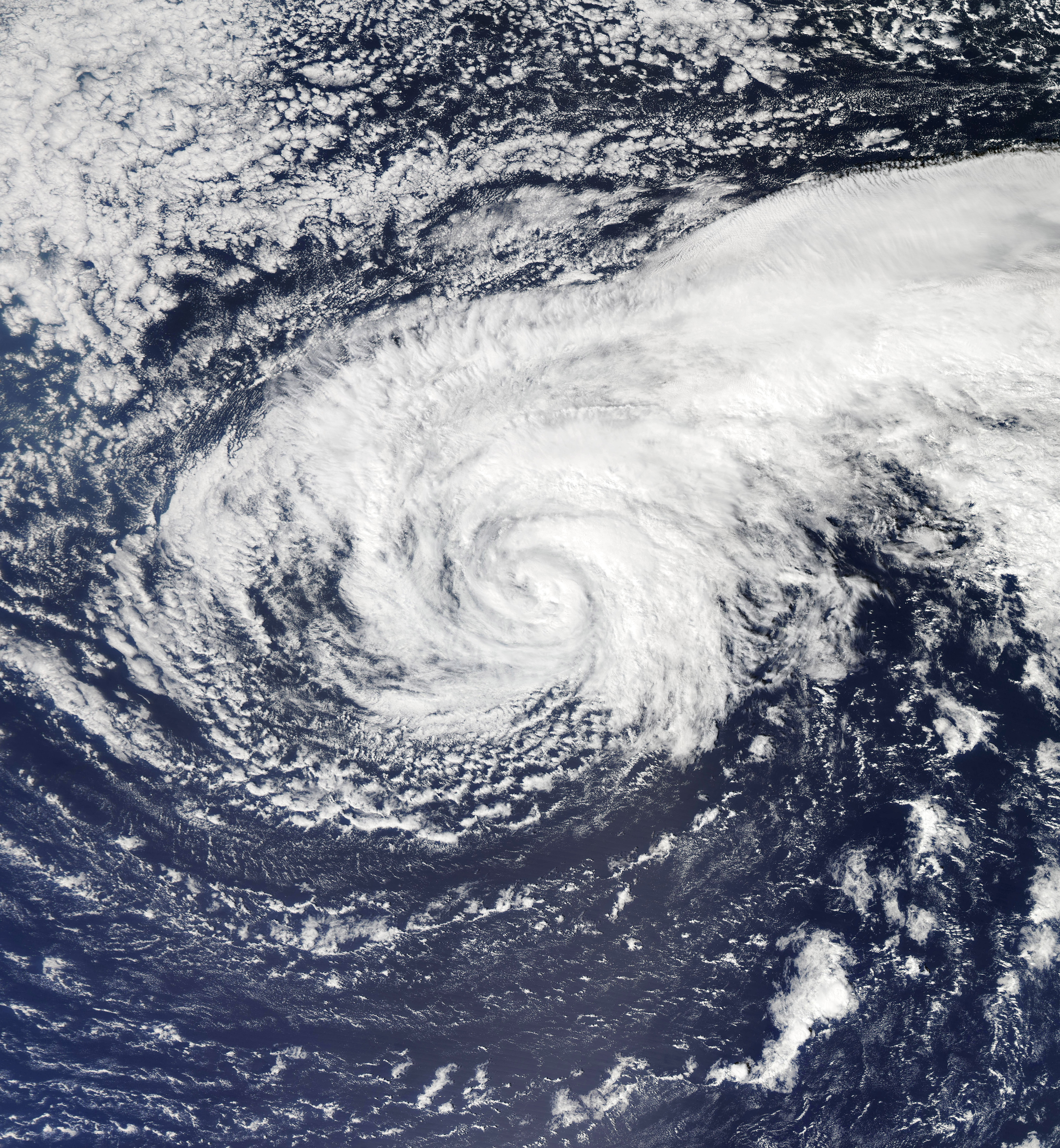
9월 20일 아조레스 제도 남쪽을 지나는 열대성 폭풍 나딘

9월 15일 저녁, 국립허리케인센터(National Hurricane Center) 예보관인 로비 버그(Robbie Berg)는 마이크로웨이브 데이터 관측에서 중심의 북동쪽으로 깊은 대류가 전단되는 것을 지적하면서 나딘이 "조금 더 울퉁불퉁해 보이기 시작했다"고 언급했다. 9월 16일 저녁, 눈이 기울어지며 사라졌고, 대류 밴드가 무질서해지기 시작했으며, 그날 일찍부터 전반적인 소나기와 뇌우 활동이 약해졌다. Nadine은 9월 17일에 다시 열대성 폭풍으로 약해졌고 위성으로 봤을 때 크기가 줄었다.
건조한 공기는 9월 17일부터 Nadine에 영향을 미치기 시작했지만 폭풍의 유출이 상당한 약화가 방지되었다. 북쪽 반원 위로 깊은 대류의 큰 플레어에도 불구하고 Nadine은 그날 오후 약간 약화되었다. 9월 17일 대류심층의 폭발이 악화된 후, 다음날 추가적인 약화가 발생했다. 9월 18일 이후, 깊은 대류의 대부분이 소멸되었다. 남아 있는 가장 강한 소나기와 뇌우는 Nadine 중심의 서쪽과 북서쪽에 있는 밴드에 있었다.
Nadine은 비록 산등성이가 막혀 폭풍이 섬에 더 가까이 접근하는 것을 막았지만 9월 18일에서 9월 19일 동안 북동쪽으로 이동한 다음 북쪽으로 이동하면서 Azores를 위협했다. 9월 19일, 아조레스 제도에 가장 근접한 지점은 플로레스 섬에서 남서쪽으로 240km 떨어진 지점이었다. 그 후 폭풍은 9월 20일에 능선이 약해지고 중상위 저점이 깊어진 후 동남쪽으로 다시 휘어졌다. 9월 21일 저녁, 남아있는 깊은 대류의 대부분은 구름 꼭대기가 따뜻해지는 울퉁불퉁한 대류 밴드로만 구성되었다. 운영상 국립허리케인센터는 9월 21일 2100 UTC에 나딘을 아열대 폭풍으로 재분류했는데, 그 이유는 평균 이상의 비대칭 바람장과 중심 근처의 상층 저압 지역 때문이었다. 그러나 포스트시즌 분석에서는 나딘이 3시간 일찍 비열대성 저기압 지역으로 퇴화한 것으로 결론을 내렸다.

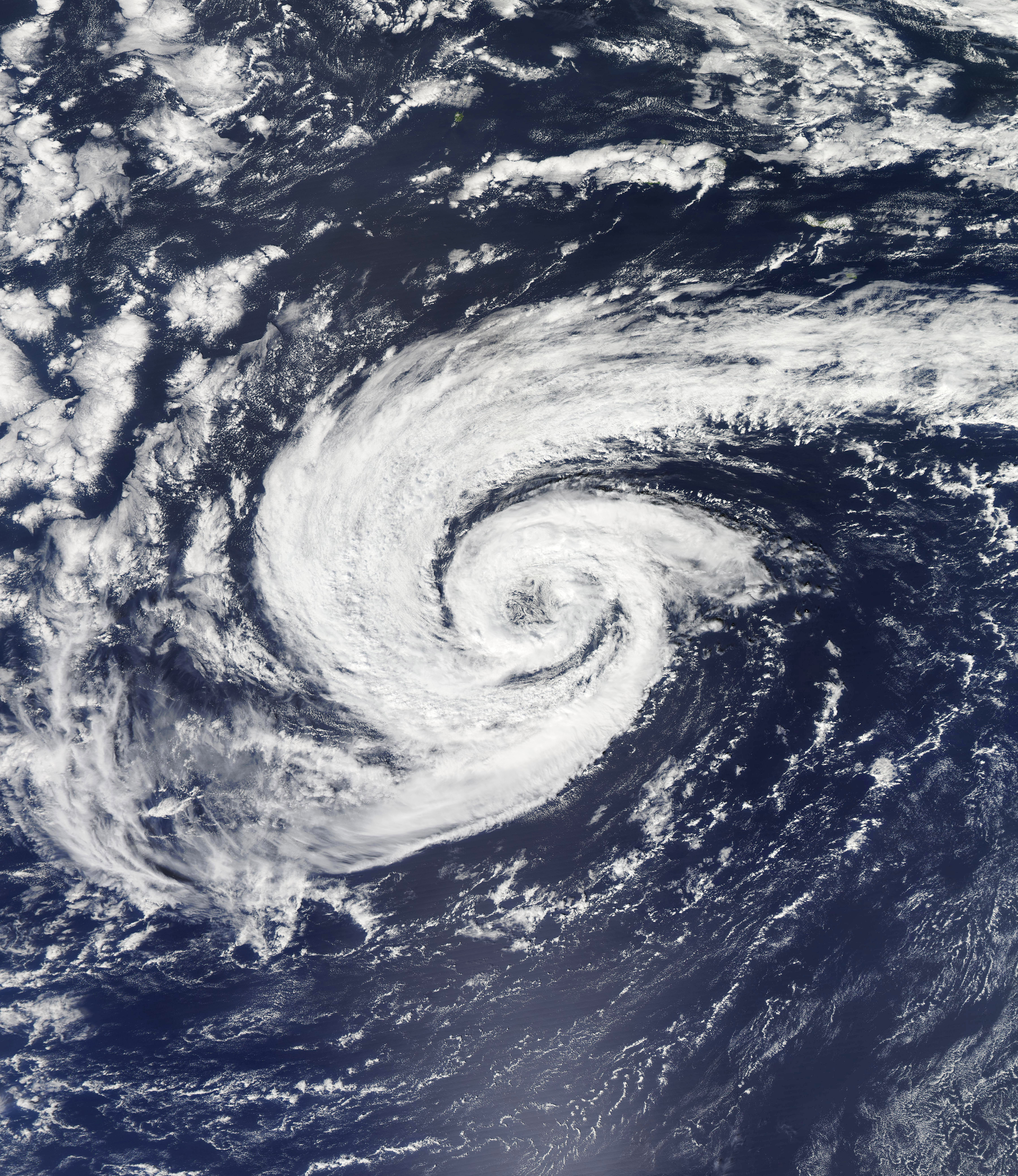
9월 25일의 열대성 폭풍 나딘

9월 22일 새벽 국립허리케인센터는 열대성 저기압 으로의 재생의 가능성이 높다고 지적했다. 남은 저압 지역은 곧 따뜻한 바다와 전단력이 낮은 환경으로 이동하여 심층 대류가 다시 발생했다. 따라서 9월 23일 Nadine은 0000UTC의 열대성 폭풍이되었다. 9월에 아조레스(Azores)를 가로막는 또 다른 봉우리로 인해 Nadine은 서북서쪽으로 이동해야 했다. 24, 작은 사이클론 루프를 실행한다. 바람이 60으로 증가했지만 mph(95 km/h), 폭풍이 다시 약해져서 45 마일 매 시 (72 km/h) 로 감소했다. 9월의 열대성 폭풍우 25. 이러한 회귀에도 불구하고 위성 이미지는 Nadine이 눈과 같은 기능을 개발했음을 나타낸다. 그러나 국립 허리케인 센터는 나중에 폭풍의 중심 근처에 구름이 없는 지역이라고 언급했다. 9월까지 26, Nadine은 서대서양 위 중상부 능선의 남동쪽 부분을 중심으로 남남서에서 남서쪽으로 휘어졌다.
며칠 동안 최소한의 강도 변화 후 Nadine은 마침내 9월에 강화되기 시작했다. 27, 79 °F (26 °C) 보다 따뜻한 해수면 온도로 인해 . 1200에서 9월 UTC 28, 카테고리로 다시 강화된 나딘 Saffir-Simpson 허리케인 풍속의 1 허리케인 . 그 무렵 위성 이미지는 폭풍이 눈의 특징을 재개발했음을 나타낸다. 국립허리케인센터(National Hurricane Center)는 9월에 Nadine을 열대성 폭풍으로 잘못 등급을 낮췄다. 29 6시간 후 다시 허리케인으로 업그레이드하기 전에. Nadine은 실제로 허리케인으로 남아 있었고 더욱 심해졌다. 바람이 85로 증가했다. mph(140 km/h) 9월 30, 눈이 더 뚜렷해진 후. 1200에서 UTC, 폭풍은 90의 최대 지속 바람으로 최대 강도에 도달했다. mph(150 km/h) 및 최소 기압 978 밀리바 (28.9 inHg) .